# B面女子
『B面女子』は、2020年4月4日に東海テレビ・フジテレビ系列の各放送局にて放送された森川葵主演のテレビドラマ。放送時間は土曜23:40 - 翌0:35（24:35。JST）で、オトナの土ドラ枠を借り切る形式。
主人公・星野あさ（森川葵）が、飲食店で出会う人たちの、もうひとつの顔“B面”を掘り下げるオムニバス形式のヒューマンドラマ。

## キャスト
- 星野あさ - 森川葵
- 菊池義雄 - 奥田瑛二
- 高野しのぶ - 松本まりか